# San Andrés Nuxiño
San Andrés Nuxiño là một đô thị thuộc bang Oaxaca, México. Năm 2005, dân số của đô thị này là 1983 người.